# Гюргево (железопътна гара)
Железопътна гара Гюргево е железопътна гара в град Гюргево, Румъния. Открита е на 31 октомври 1869 г., като част от железопътна линия Букурещ – Гюргево. Тя обслужва пътнически влакове на Румънските железници до Букурещ, Комана и Виделе.